# 哈吉巴拉·阿布塔利波夫

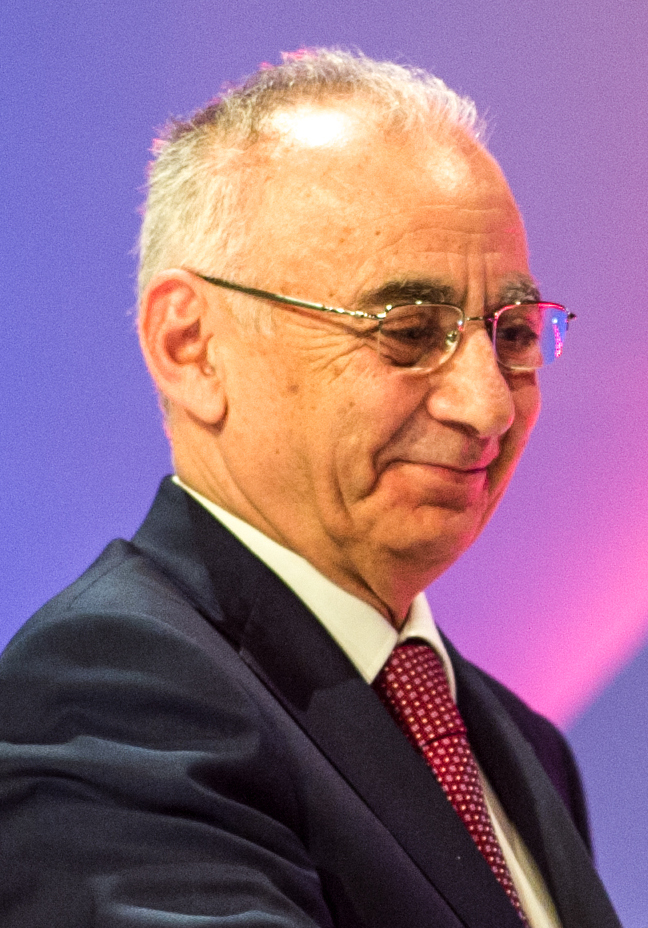

哈吉巴拉·阿布塔利波夫（1944年5月13日—），生于苏联克拉斯诺沃茨克，阿塞拜疆政治家。他於1965年毕业于阿塞拜疆国立大学物理学专业，1976年获博士学位。1995年成为阿塞拜疆国家科学院物理学部实验室主任，同年成为巴库市苏拉哈尼区行政主管直到1999年。2000年成为阿塞拜疆副总理。2001年1月30日起任巴库市长。